# Lycodonomorphus bicolor
Lycodonomorphus bicolor (танганьїкська водяна змія) — вид змій родини Lamprophiidae. Мешкає в Центральній Африці.

## Поширення і екологія
Танганьїкські водяні змії є ендеміками озера Танганьїка. Вони ведуть водний, нічний спосіб життя. Живляться рибою і земноводними. Відкладають яйця, у кладці 4—8 яєць.